# Maison d'Albrecht Dürer
La Maison d'Albrecht Dürer (en allemand : Albrecht-Dürer-Haus) est une maison à pans de bois de Nuremberg qui était la maison de l'artiste de la Renaissance allemande Albrecht Dürer de 1509 à sa mort en 1528. La maison est située dans l'extrême nord-ouest de la vieille ville (Altstadt) de Nuremberg, près de la partie de Kaiserburg du château de Nuremberg et de l'enceinte Tiergärtnertor des remparts de Nuremberg.

## Description et histoire
La maison a été construite vers 1420. Elle a cinq étages; les deux premiers ont des murs en grès, tandis que les étages supérieurs sont en bois ; la structure entière est surmontée d'un toit en croupe. En 1501, elle fut achetée par Bernhard Walther, un marchand et astronome de premier plan. Walther réaménagea la maison en ajoutant de petites fenêtres sur le toit pour qu’elle puisse servir d’observatoire. Walther est mort en 1504 et Dürer a acheté la maison en 1509.
Depuis 1871, l'Albrecht-Dürer-Haus est un musée consacré à la vie et au travail de Dürer. Lors de la restauration de 1909, la grande lucarne sur le toit orienté à l'est a été remplacée. (Comparez la plus ancienne gravure connue montrant la maison, datant de 1714, avec cette photo prise entre 1860 et 1875 avec cette carte postale datant de 1909. ) En octobre 1944, les bombardements alliés infligèrent des dégâts considérables. La maison fut reconstruite en 1949 mais ne redevint un musée qu'en 1971, jour du cinq centième anniversaire de Dürer.

## Musée
Le musée présente des installations de mobilier d'époque, une reconstitution de l'atelier de Dürer dans lequel les visiteurs peuvent assister à des démonstrations des techniques de gravure, ainsi que des expositions tournantes de dessins et d'estampes de Dürer de la collection graphique de la ville de Nuremberg. Les visiteurs peuvent également faire une visite guidée de la maison avec une actrice jouant Agnes Dürer, la femme de l’artiste.

## Galerie

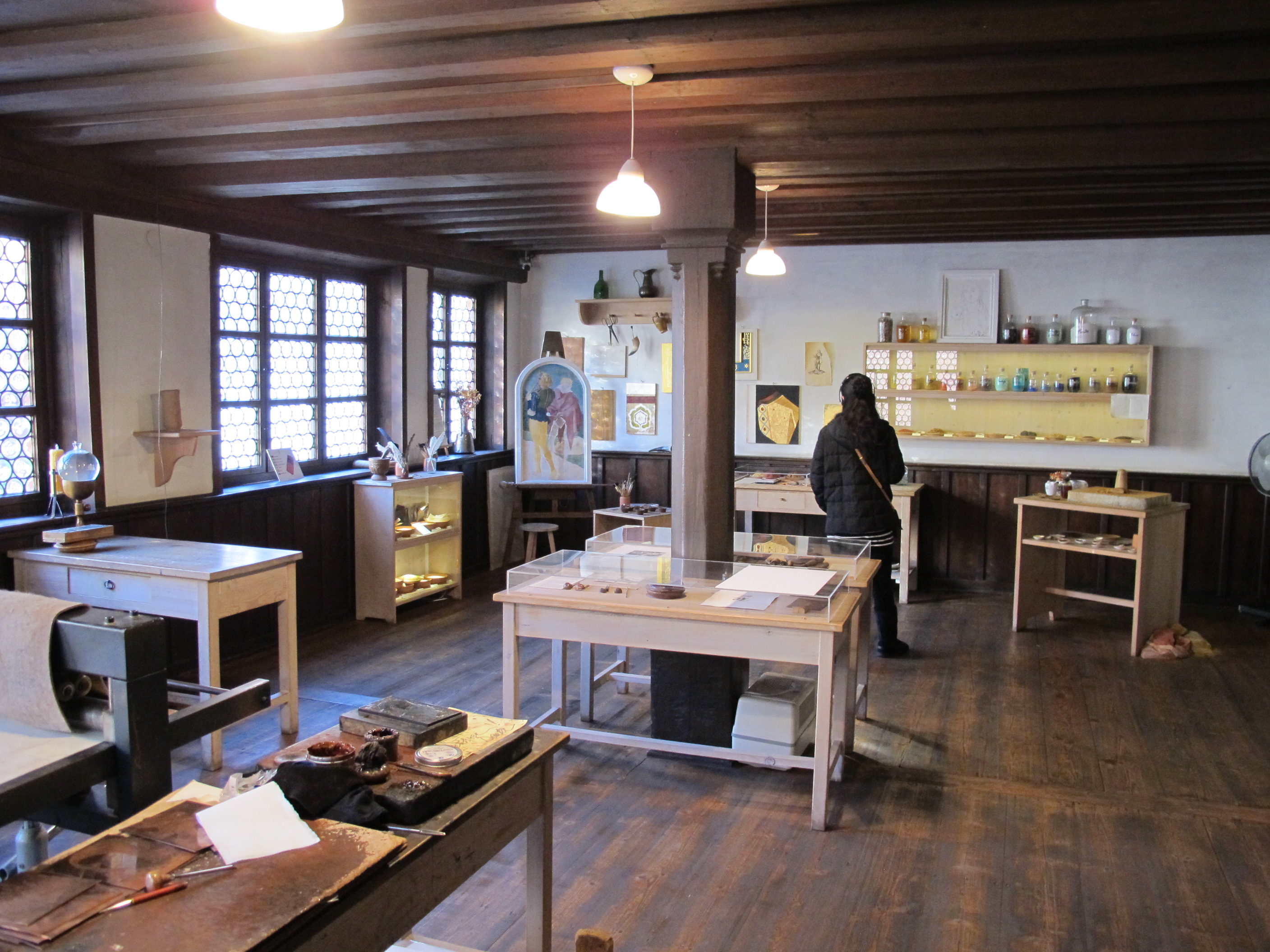
Intérieur : atelier
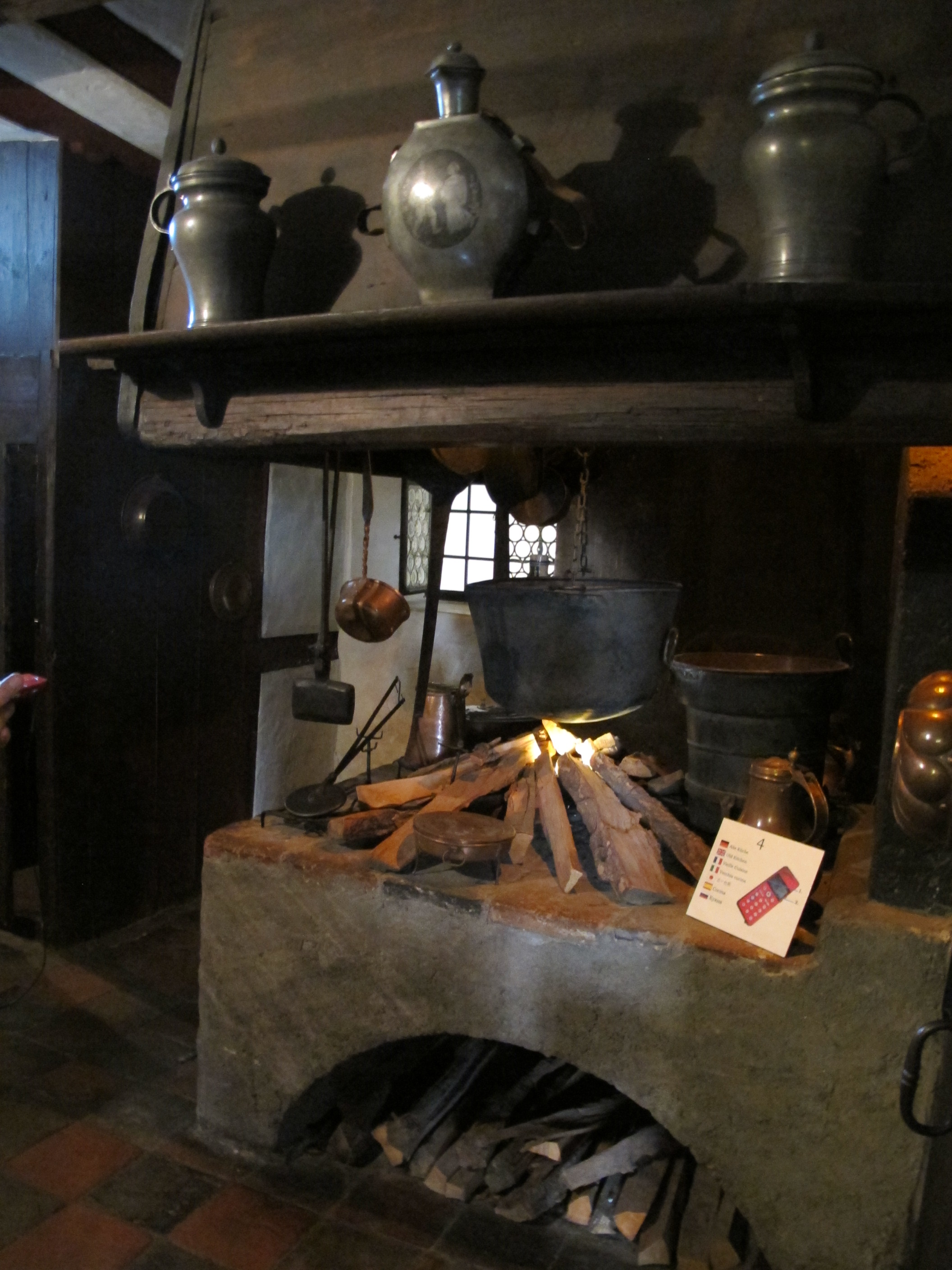
Intérieur : cuisine
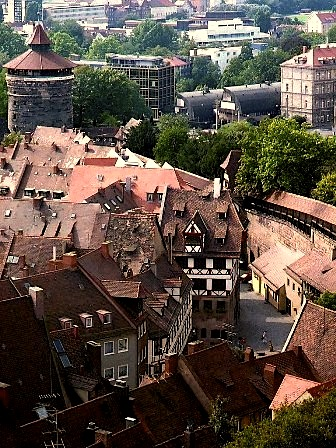
Extérieur : vue du château de Nuremberg
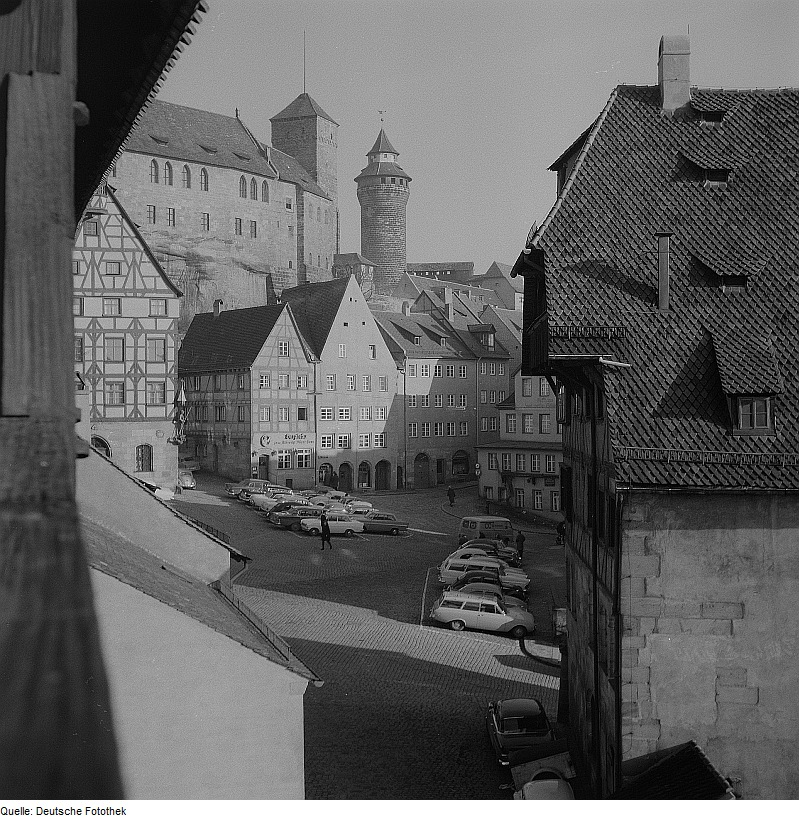
Extérieur: le côté de la maison, en regardant vers le château
Vue de la Maison de Dürer, avec le Saint Georges de la Pilatushaus au premier plan à droite, en 1907.